# سیمز (آرکانزاس)
سیمز (به انگلیسی: Sims) یک منطقهٔ مسکونی در ایالات متحده آمریکا است که در شهرستان مونتگومری، آرکانزاس واقع شده‌است. سیمز ۲۲۰٫۹۸ متر بالاتر از سطح دریا واقع شده‌است.